# Louis-Antoine Ranvier

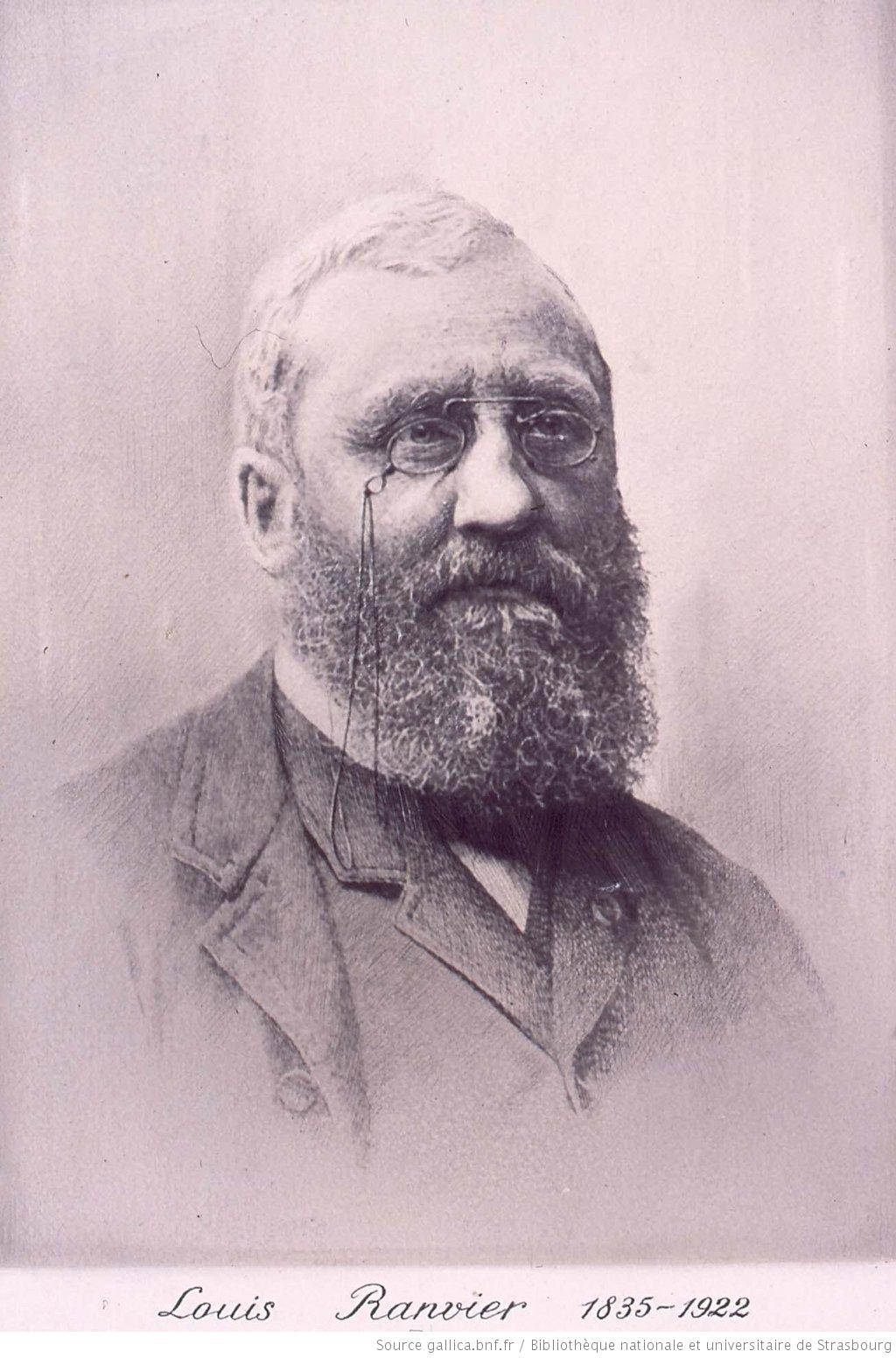
Louis-Antoine Ranvier

Louis-Antoine Ranvier (Lyon, 2 oktober 1835 - Vendranges, 22 maart 1922) was een Frans anatoom. Zijn bekendste ontdekkingen waren de myelineschede en de insnoeringen van Ranvier, onderdelen van de axonen van zenuwen.
Ranvier studeerde geneeskunde in Lyon, waar hij in 1865 afstudeerde. Hij zette samen met Victor André Cornil een klein onderzoekslaboratorium op en ze boden histologielessen aan aan geneeskundestudenten. Samen schreven ze ook een belangrijk boek over histopathologie (Manuel d'histologie pathologique). Hij trad in 1867 toe tot het Collège de France als assistent voor Claude Bernard. Ranvier werd in 1875 benoemd tot hoofd anatomie van het college.
Zijn belangrijkste ontdekking kwam in 1878, toen hij de myelinescheden en de naar hem vernoemde insnoeringen van Ranvier ontdekte. Ander structuren die naar Ranvier vernoemd zijn zijn de Merkel-Ranvier cellen: melanocytachtige cellen in de basale laag van de epidermis die catecholaminekorrels bevatten; en de schijven van Ranvier, een bepaalde soort sensorische zenuwuiteinden. Ranvier richtte in 1897 samen met Édouard-Gérard Balbiani het wetenschappelijke tijdschrift Archives d'Anatomie Microscopique op.
Een aantal bekende studenten van Ranvier waren Ferdinand-Jean Darier, Justin Marie Jolly, Joaquín Albarrán, Luis Simarro Lacabra en Fredrik Georg Gade.
In 1900 ging hij met pensioen en trok hij zich terug naar zijn landgoed in Thélis. Ranvier overleed in 1922.